# Hungarosoma bokori
Hungarosoma bokori är en mångfotingart som beskrevs av Karl Wilhelm Verhoeff 1928. Hungarosoma bokori ingår i släktet Hungarosoma och familjen snaggdubbelfotingar. Inga underarter finns listade i Catalogue of Life.